# Bernadette Soubirous
Bernadette (Marie-Bernarde) Soubirous (7. januar 1844 – 16. april 1879) var en  fransk mystiker og nonne. Hun sagde at hun modtog en snes åbenbaringer af Jomfru Maria i en grotte ved Lourdes.
Torsdag den 11. februar 1858 blev Bernadette, en lillesøster og en veninde sendt ud for at samle brænde til komfuret. Ved klippen Massabielle ("den store klippe") ved floden Gave så Bernadette en skikkelse i en grotte. Efter flere åbenbaringer spørger Bernadette kvinden, hvem hun er, og hun svarer: "Jeg er den ubesmittede undfangelse" ("Qué soy ér immaculada counceptiou!").
Efter den fransk-tyske krig i 1870 blev stedet Europas mest besøgte valfartssted. Og der begynder at indtræffe bemærkelsesværdige helbredelser ved kilden. En blind mand får synet igen, da han vasker ansigtet i vandet.
For at undslippe de nysgerrige søger Bernadette tilflugt i ordenen De Barmhjertige Søstres kloster Saint-Gildard i Nevers ved Loire i Midtfrankrig. Hendes helbred er svagt, og hun forlader aldrig klostret. Bernadette gravlægges på klosterets kirkegård.
Da man i september 1909 åbnede hendes grav i forberedelserne til hendes saligkåring, er hendes legeme uden spor af forrådnelse. Nu hviler Bernadette i en kiste i klosterkapellet i Nevers iført sin sorte ordensdragt. Efter hendes død accepterede kirken Bernadettes hændelser som åbenbaringer. 
Bernadette blev saligkåret den 14. juni 1925 og helgenkåret den 8. december 1933 af pave Pius 11. – på festdagen for Jomfru Marias ubesmittede undfangelse.

Hvert år valfarter mere end 1.000.000  fra hele verden til Lourdes.